# Романська фреска Вхід Господній у Єрусалим
Романська фреска Вхід Господній у Єрусалим — фреска романської доби зі збірок Музею мистецтв Індіанаполіса, США.

## Передісторія
Невелика християнська церква (висвячена на честь Сан Бауделіо) в поселенні Берланга була вибудована у 11 столітті. Приблизно через сто років вона була прикрашена фресками. Розрізняють два збережених цикли стінописів. Верхні частини стін були присвячені сценам з епізодами житія Христа. Нижні частини віддані зображенням південних тварин та сценам екзотичного полювання на них. За припущеннями, вони були створені у один період художниками або з одної майстерні, або навіть одним обдарованим митцем з помічниками. Його умовно називають Майстром Сан Бауделіо де Берланга.

## Опис твору
На видовженій частині стіни художник подав сцену наближення Христа до воріт Єрусалима. Фігури Христа і апостолів подані майже у повний зріст дорослих людей. Христос їде на осляті, поряд з котрим іде малий віслючок. За Христом пішки ідуть сім апостолів босоніж. Нестача місця та майстерності примусила художника припускатися умовностей та скорочень. Так, апостоли подані щільною купкою, наче притиснуті один до одного. Зображення Єрусалима - це умовний знак міста взагалі і він менший за зріст дорослої людини. Натовп мешканців міста, що зустрічає Христа і апостолів, вимушено скорочений до двох юнаків, що кидають гілки під ноги Христа як ознака його вітання. Умовність фрески відбилась також у ізокефалії (всі голови апостолів та Христа подані на одній висоті, хоча люди не могли бути такими однаковими на зріст.) Водночас художник намагався додати індивідуальності кожному з апостолів, подаючи тут чоловіків різного віку та з різними зачісками різнокольорового волосся.

## Історія побутування (провенанс)

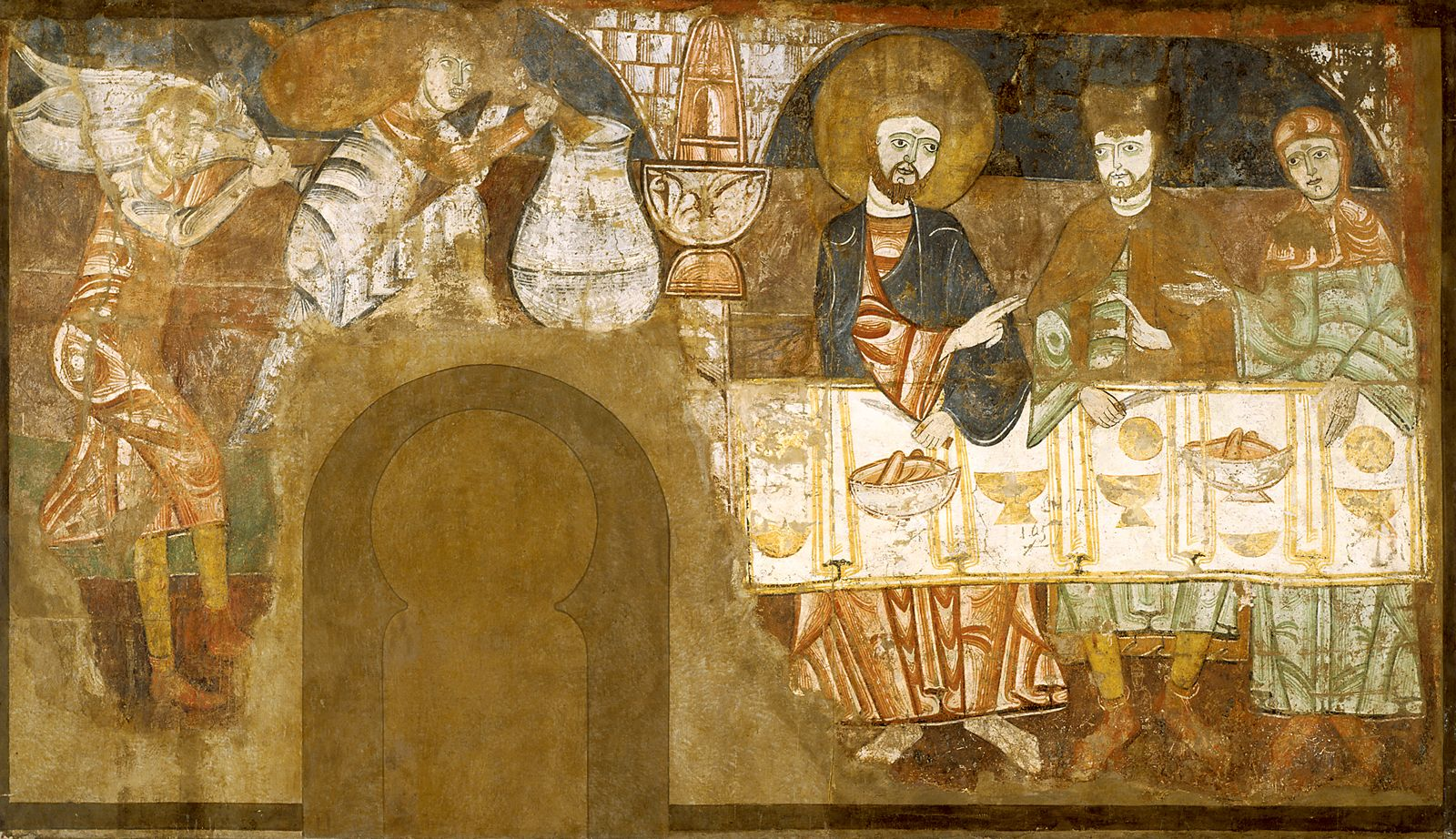
Невідомий романський художник початку 12 ст. «Весілля в Кані Галілейській». Музей мистецтв Індіанаполіса

Берланга де Дуера розташована у віддаленій місцевості, що мимоволі сприяло збереженню церкви та залишок фресок романської доби без перебудов споруди і без оновлення фресок.
1927 року мешканці села Берланга подали частину фресок зі старовинної церкви. Їх придбав арт-ділер Леон Леві і розпродав. Вони були розрізнені і потрапили у різні музеї, серед котрих були Музей мистецтва Метрополітен, Музей витончених мистецтв (Бостон), музей мистецтв Індіанаполіса, Національний музей Прадо, Музей мистецтв Цинциннаті.
До збірок музею мистецтв Індіанаполіса були придбані дві фрески  «Весілля в Кані Галілейській» та «Вхід Господній у Єрусалим».

## Обрані фото (галерея)

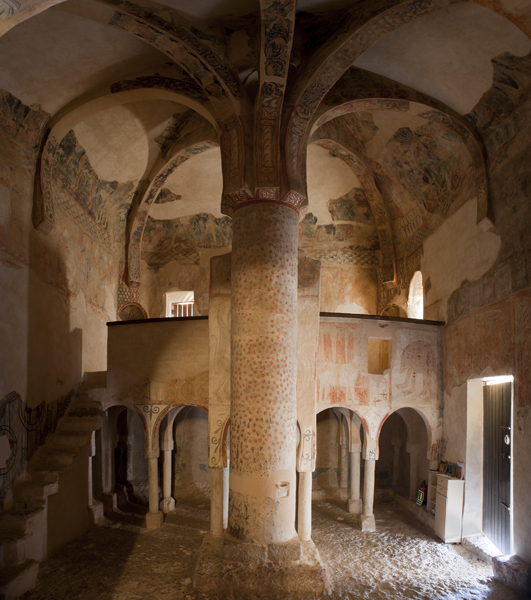
Церква Сан Бауделіо де Берланга, інтер'єр, Північна Іспанія

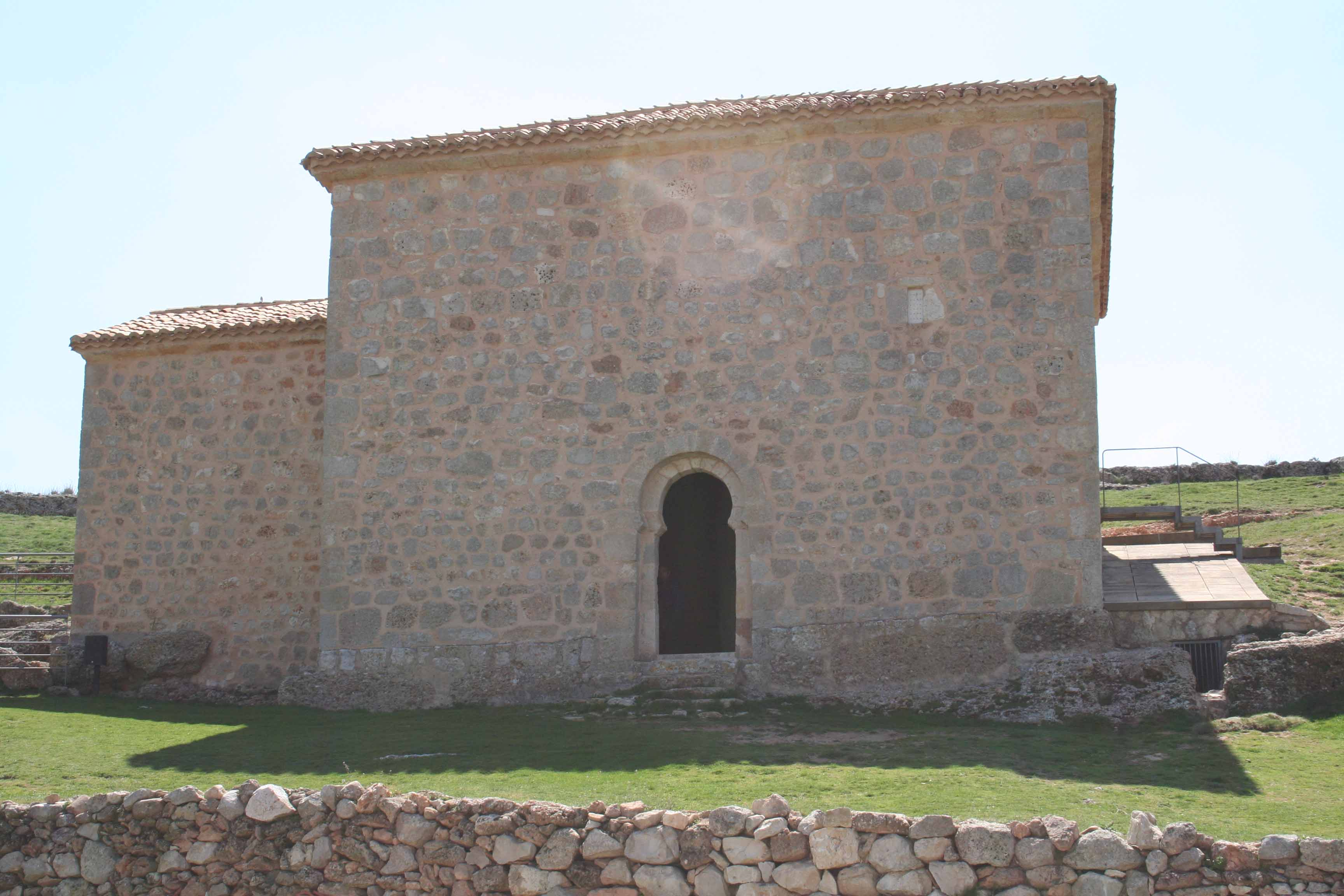
Романська церква Сан Бауделіо
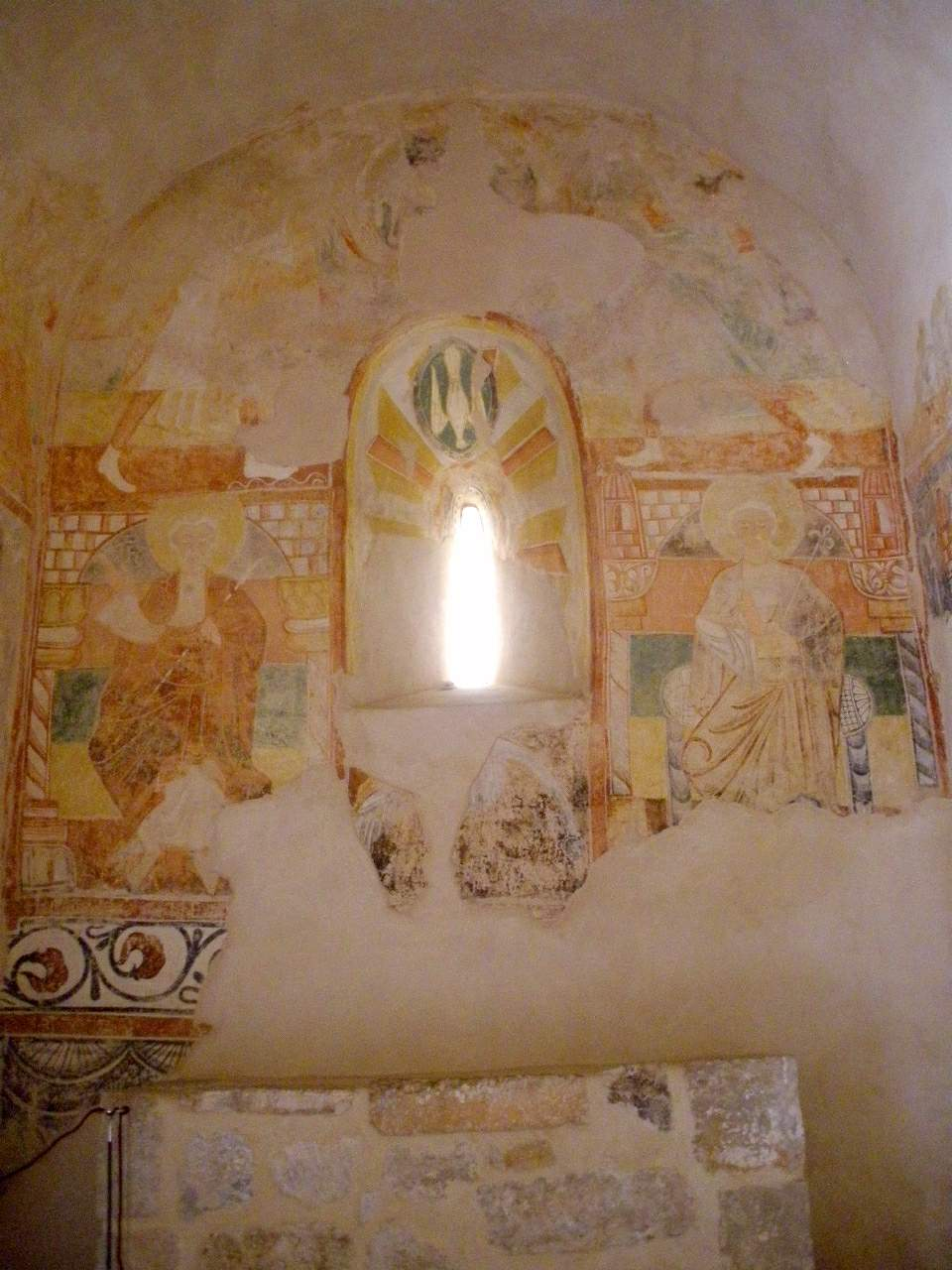
Віконце і залишки фресок на східній стіні
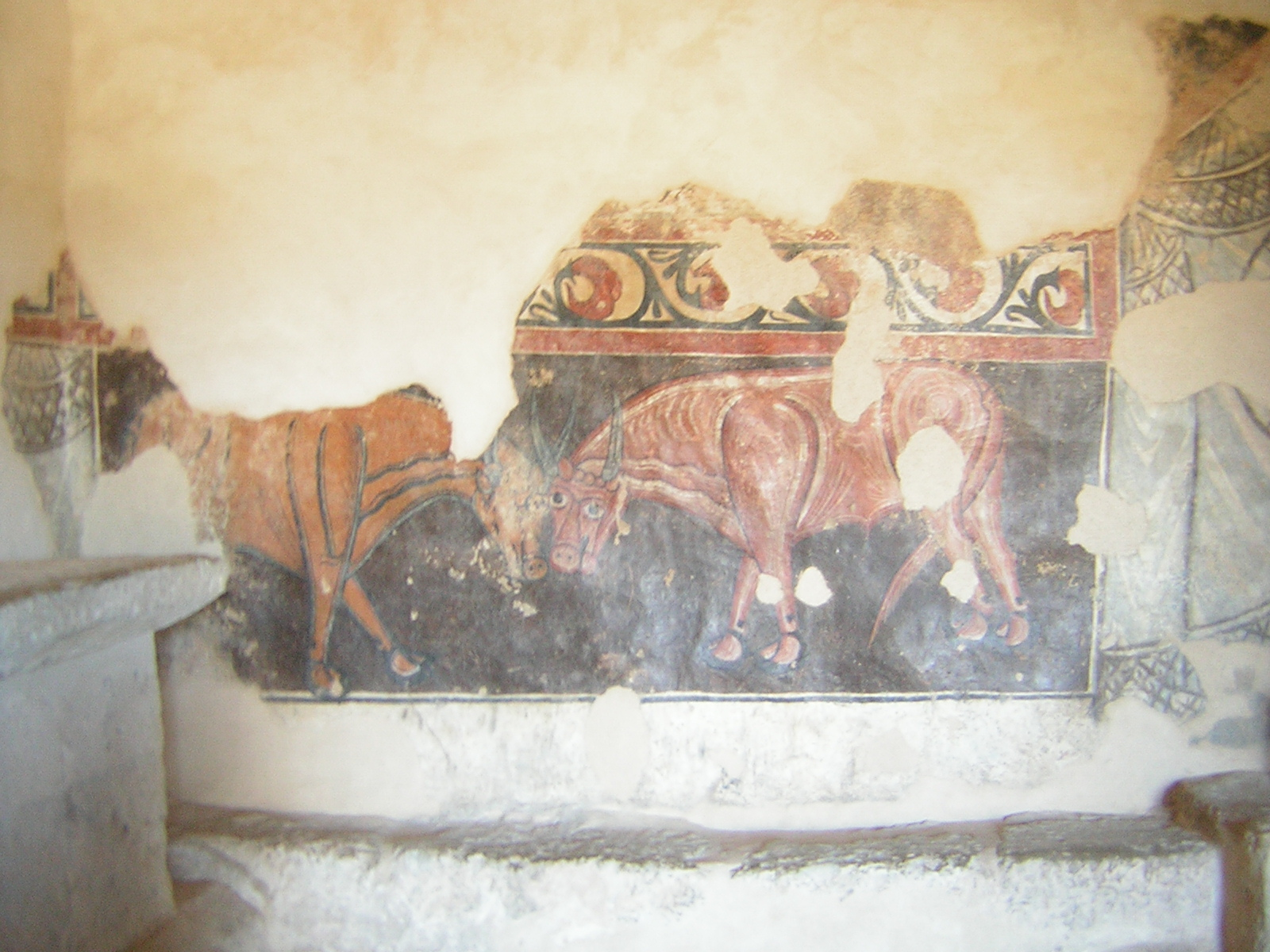
Зображення тварин і коштовних тканин
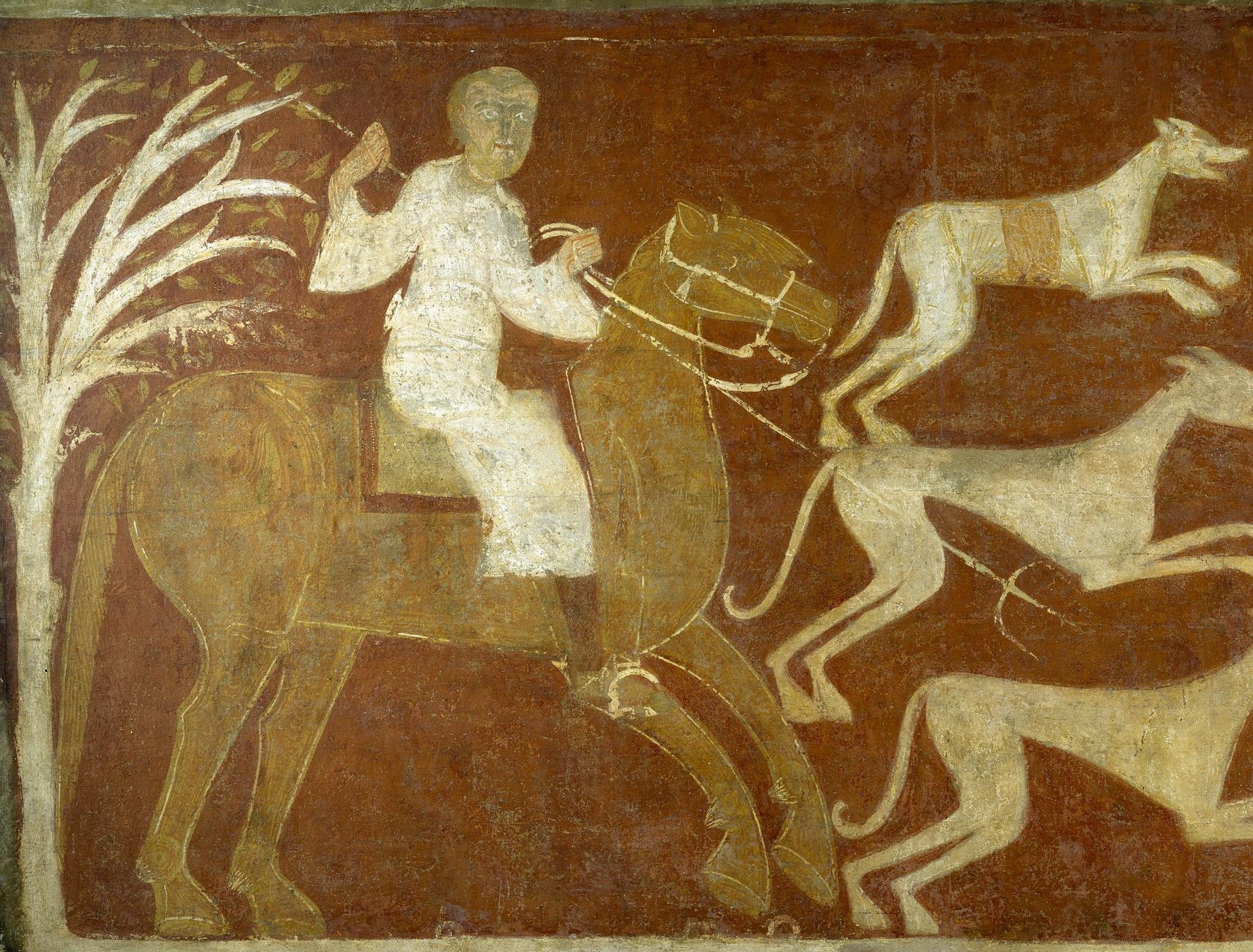
Фреска «Вершник з собаками у сцені полювання», музей мистецтва Метрополітен